# Ronaldo Souza
Ronaldo de Souza dos Santos, soprannominato Jacaré (Vila Velha, 7 dicembre 1979), è un lottatore di arti marziali miste brasiliano.
Combatte nella categoria dei pesi medi per la promozione statunitense UFC. È stato campione di categoria Strikeforce tra il 2010 e il 2011, riuscendo a difendere il titolo una volta venendo poi sconfitto da Luke Rockhold; è stato inoltre per due volte un contendente al titolo nella promozione giapponese Dream.
Nel submission grappling ha vinto il prestigioso torneo ADCC Submission Wrestling World Championship nel 2005 nella categoria fino agli 88 kg ed è stato campione del mondo nel 2004 nella categoria Absolute e nel 2005 sia nella categoria fino agli 88 kg che nella categoria Absolute; è stato anche campione del mondo di Jiu jitsu brasiliano.

## Biografia
Souza ha iniziato ad allenarsi nel Judo e nel Brazilian Jiu-Jitsu a 17 anni. È stato 5 volte campione del mondo di Brazilian Jiu-Jitsu, incluse tre medaglie d'oro nella categoria open negli anni 2003, 2004 e 2005. Tra gli altri risultati importanti ricordiamo la vittoria nella categoria 77–87 kg e il secondo posto nella categoria open del mondiale di Submission Wrestling ADCC nel 2005, perdendo solo contro Roger Gracie, che lo superava in peso di circa 11 kg. Insieme a Roger Gracie e Marcelo Garcia, Jacaré è considerato uno dei più grandi lottatori di Brazilian Jiu-Jitsu di tutti i tempi. Nel 2008 è arrivato secondo nel torneo di Mixed Martial Arts "Middleweight Grand Prix" della promotion "Dream", perdendo in finale contro Gegard Mousasi.
Souza fa il suo debutto nelle MMA il 9 settembre 2003 al Jungle Fight's un evento inaugurale dove perde contro Jorge Patino per KO al minuto 3:13 del primo round. Ritorna a combattere nelle MMA otto mesi dopo al Jungle Fight 2, vincendo per sottomissione contro Victor Babkir al primo minuto del primo round. Il suo incontro successivo è nell'aprile 2006 al Jungle Fight 6 dove ottiene la sua seconda vittoria, sconfiggendo Alexander Schlemenko per sottomissione con un arm triangle choke. Combatte altre due volte nel 2006, vincendo entrambe le volte per sottomissione al primo round.
Nel 2006 Souza combatte e pareggia in una competizione di grappling con l'ex campione dei pesi massimi UFC Randy Couture. Dopo il match Souza viene invitato da Couture ad allenarsi nella sua palestra. Souza accetta ed inizia ad allenarsi alla Xtreme Couture a Las Vegas. Il primo match del 2007 è il 19 maggio contro il veterano Bill Vucick al Gracie Fighting Championships: Evolution che si conclude con la vittoria di Souza per sottomisione dovuta a pugni. I successivi due match, a sole due settimane di distanza l'uno dall'altro, si svolgono il 29 settembre e il 13 ottobre, entrambi vinti per sottomissione al primo round.

### Dream
Nel 2008 Souza firma con la promotion di MMA giapponese Dream e viene inserito nel torneo "Dream Middleweight Grand-Prix". Nel primo match del torneo, il 29 aprile 2008 al "Dream 2", sconfigge Ian Murphy al primo round per sottomissione tramite rear naked choke. Questo gli assicura un posto nel quarto di finale che si svolge il 15 giugno al "Dream 4" dove combatte contro Jason Miller, ex-campione "ICON Sport" dei middleweight. Il combattimento vede Souza cercare continuamente la sottomissione con Miller che sfugge ai tentativi di rear naked choke, leglock e armbar. Souza vince per decisione unanime dei giudici e accede alla semifinale del torneo.
Nella semifinale che si svolge il 23 settembre al "Dream 6", Souza sconfigge Zelg Galesic all'inizio del primo round attraverso una sottomissione per armbar. La vittoria gli garantisce l'accesso alla finale e la possibilità di conquistare il titolo middleweight contro Gegard Mousasi, quella sera stessa. Durante il match souza viene messo KO al primo round da un upkick, mentre cercava di passare la guardia di Mousasi. Dopo aver partecipato al torneo, Souza lascia la Xtreme Couture e si trasferisce a San Diego per allenarsi con Saulo Ribeiro e Xande Ribeiro, prima di trasferirsi alla "Black House" per allenarsi con Anderson Silva e Andre Galvao, in preparazione del match di Silva contro Thales Leites all'"UFC 97".
Il 26 maggio 2009 Souza combatte per il titolo dei middleweight della Dream in un rematch contro Jason Miller al "Dream 9" dopo che Gegard Mousasi aveva lasciato il titolo vacante andando a combattere nella categoria Light Heavyweight. Il match fu dichiarato "no contest" a causa di un calcio alla testa irregolare che aprì un taglio sulla testa di Souza.

### Strikeforce
Souza fa il suo debutto nella Strikeforce il 19 dicembre 2009 allo "Strikeforce: Evolution" con una vittoria per sottomissione via "arm triangle choke" contro Matt Lindland. Durante il match Souza mostra un notevole miglioramento nella fase di combattimento in piedi e nello striking. Souza affronta Joey Villaseñor il 15 maggio 2010 allo "Strikeforce: Heavy Artillery". Vince il match per decisione arbitrale, dominando il primo round, mostrando grande aggressività, prendendo la posizione di monta e riuscendo quasi a sottomettere l'avversario ma abbassando il ritmo nel secondo e nel terzo round.
Souza affronta Tim Kennedy il 21 agosto 2010 allo "Strikeforce: Houston" per la cintura vacante dei middleweight, e vince per decisione unanime. Difende poi il titolo una prima volta contro Robbie Lawler, il 29 gennaio 2011 allo "Strikeforce: Diaz vs. Cyborg".
Durante la sua seconda difesa del titolo Souza perde il match e la cintura per decisione unanime contro l'atleta dell'American Kickboxing Academy Luke Rockhold.
Dopo aver perso la cintura di campione tra il 2012 ed gennaio 2013 combatte altri tre incontri vincendoli tutti con prove molto convincenti, in particolare risalta la vittoria per sottomissione nel primo round contro il veterano dell'UFC Ed Herman; quello fu l'ultimo incontro in Strikeforce, in quanto la promozione venne incorporata nell'UFC.

### Ultimate Fighting Championship
Nel 2013 l'UFC completò l'accorpamento della Strikeforce al suo interno di fatto dismettendo quest'ultima, e di conseguenza Jacaré venne aggiunto al già folto roster dei pesi medi dell'UFC e inserito nei ranking ufficiali dell'organizzazione come il numero 8 tra i contendenti al titolo di categoria.
Esordì il 18 maggio 2013 in Brasile contro Chris Camozzi, il quale sostituiva l'infortunato numero 6 della divisione Costa Philippou: Souza vinse agevolmente per sottomissione durante la prima ripresa, ottenendo anche il riconoscimento Submission of the Night.
In settembre dinanzi ai tifosi brasiliani dà dimostrazione dei propri miglioramenti nella kickboxing mettendo KO in meno di tre minuti il forte gatekeeper della divisione Yushin Okami, al tempo classificato come il contendente numero 3 dei ranking UFC.
Nel febbraio 2014 si impone anche sul numero 8 dei ranking Francis Carmont dominando due round su tre contro l'ostico avversario.
In settembre domina e infine sottomette durante la terza ripresa il top fighter Gegard Mousasi, ex campione dei pesi mediomassimi Strikeforce e Dream.
Nel febbraio del 2015 avrebbe dovuto affrontare la medaglia d'argento olimpica di lotta libera Yoel Romero, ma proprio Jacaré diede forfeit a causa di una polmonite ed il match venne posticipato ad aprile. Ad una settimana dall'evento, però, Romero subì un infortunio al legamento del menisco venendo così sostituito da Chris Camozzi. Souza sconfisse Camozzi per sottomissione verbale a pochi minuti dall'inizio dell'incontro, applicando un'armbar. 
A dicembre affonrtò all'evento UFC 194 il cubano Yoel Romero. Dopo tre round molto equilibrati, Souza venne sconfitto per decisione non unanime, nonostante la maggior parte dei media lo ritenevano il vincitore del match. Il 13 gennaio, venne annunciato il fallimento da parte di Romero di un test anti-dopino. Quest'ultimo aveva assunto un supplemento contaminato subito dopo l'incontro.
Il 14 maggio del 2016 affrontò il brasiliano ed ex campione dei pesi mediomassimi UFC Vítor Belfort. Verso la fine del primo round, Souza riuscì ad ottenere la posizione montata al tappeto e successivamente ad eseguire un feroce ground and pound, portando a termine l'incontro per KO tecnico. Con questa vittoria ottenne il riconoscimento Performance of the Night.
Quando il 17 maggio venne annunciata l'impossibilità da parte di Weidman di prendere parte all'incontro titolato contro Luke Rockhold, la UFC scelse Souza come primo sostituto, ma quest'ultimo rifiutò l'incontro a causa di un infortunio al menisco procuratosi nel match contro Belfort.
Il 27 novembre 2016 avrebbe dovuto affrontare l'ex campione dei pesi medi UFC Luke Rockhold ll'evento UFC Fight Night 101; tuttavia, il primo novembre, Rockhold venne rimosso dalla card a causa della distorsione del legamento crociato anteriore e pertanto anche Souza venne rimosso dall'evento. Torna a combattere l'11 febbraio 2017 contro Tim Boetsch vincendo per sottomissione.
Da quindi vita ad una serie di risultati altalenanti contro Robert Whittaker, Derek Brunson, Kelvin Gastelum e Chris Weidman.

## Risultati nelle arti marziali miste
| Risultato  | Record    | Avversario            | Metodo                                 | Evento                                               | Data              | Round | Tempo | Città                      | Note                                                                    |
| ---------- | --------- | --------------------- | -------------------------------------- | ---------------------------------------------------- | ----------------- | ----- | ----- | -------------------------- | ----------------------------------------------------------------------- |
| Sconfitta  | 26-10 (1) | André Muniz           | Sottomissione tecnica (armbar)         | UFC 262: Oliveira vs. Chandler                       | 15 maggio 2021    | 1     | 3:59  | Houston, Stati Uniti       |                                                                         |
| Sconfitta  | 26-9 (1)  | Kevin Holland         | KO (pugni)                             | UFC 256: Figueiredo vs. Moreno                       | 12 dicembre 2020  | 1     | 1:45  | Las Vegas, Stati Uniti     | Ritorno nei pesi medi                                                   |
| Sconfitta  | 26-8 (1)  | Jan Błachowicz        | Decisione (non unanime)                | UFC Fight Night: Błachowicz vs. Jacaré               | 16 novembre 2019  | 5     | 5:00  | São Paulo, Brasile         | Debutto nei pesi mediomassimi                                           |
| Sconfitta  | 26-7 (1)  | Jack Hermansson       | Decisione (unanime)                    | UFC Fight Night: Jacaré vs. Hermansson               | 27 aprile 2019    | 5     | 5:00  | Sunrise, Stati Uniti       |                                                                         |
| Vittoria   | 26-6 (1)  | Chris Weidman         | KO tecnico (pugni)                     | UFC 230: Cormier vs. Lewis                           | 3 novembre 2018   | 3     | 2:46  | New York, Stati Uniti      | Fight of the Night                                                      |
| Sconfitta  | 25-6 (1)  | Kelvin Gastelum       | Decisione (non unanime)                | UFC 224: Nunes vs. Pennington                        | 12 maggio 2018    | 3     | 5:00  | Rio de Janeiro, Brasile    | Fight of the Night                                                      |
| Vittoria   | 25-5 (1)  | Derek Brunson         | KO tecnico (calcio alla testa e pugni) | UFC on Fox: Jacaré vs. Brunson 2                     | 27 gennaio 2018   | 1     | 3:50  | Charlotte, Stati Uniti     | Performance of the Night                                                |
| Sconfitta  | 24-5 (1)  | Robert Whittaker      | KO tecnico (calcio alla testa e pugni) | UFC on Fox: Johnson vs. Reis                         | 15 aprile 2017    | 2     | 3:28  | Kansas City, Stati Uniti   |                                                                         |
| Vittoria   | 24-4 (1)  | Tim Boetsch           | Sottomissione (kimura)                 | UFC 208: Holm vs. de Randamie                        | 11 febbraio 2017  | 1     | 3:41  | Brooklyn, Stati Uniti      | Performance of the Night                                                |
| Vittoria   | 23-4 (1)  | Vítor Belfort         | KO Tecnico (pugni)                     | UFC 198: Werdum vs. Miocic                           | 14 maggio 2016    | 1     | 4:38  | Curitiba, Brasile          | Performance of the Night                                                |
| Sconfitta  | 22-4 (1)  | Yoel Romero           | Decisione (non unanime)                | UFC 194: Aldo vs. McGregor                           | 12 dicembre 2015  | 3     | 5:00  | Las Vegas, Stati Uniti     |                                                                         |
| Vittoria   | 22-3 (1)  | Chris Camozzi         | Sottomissione verbale (armbar)         | UFC on Fox: Machida vs. Rockhold                     | 18 aprile 2015    | 1     | 2:33  | Newark, Stati Uniti        |                                                                         |
| Vittoria   | 21-3 (1)  | Gegard Mousasi        | Sottomissione (ghigliottina)           | UFC Fight Night: Souza vs. Mousasi                   | 5 settembre 2014  | 3     | 4:30  | Ledyard, Stati Uniti       |                                                                         |
| Vittoria   | 20-3 (1)  | Francis Carmont       | Decisione (unanime)                    | UFC Fight Night: Machida vs. Mousasi                 | 8 febbraio 2014   | 3     | 5:00  | Jaraguá do Sul, Brasile    |                                                                         |
| Vittoria   | 19-3 (1)  | Yushin Okami          | KO Tecnico (pugni)                     | UFC Fight Night: Teixeira vs. Bader                  | 4 settembre 2013  | 1     | 2:47  | Belo Horizonte, Brasile    |                                                                         |
| Vittoria   | 18-3 (1)  | Chris Camozzi         | Sottomissione (triangolo di braccio)   | UFC on FX: Belfort vs. Rockhold                      | 18 maggio 2013    | 1     | 3:37  | Jaraguá do Sul, Brasile    | Debutto in UFC                                                          |
| Vittoria   | 17-3 (1)  | Ed Herman             | Sottomissione (kimura)                 | Strikeforce: Marquardt vs. Saffiedine                | 12 gennaio 2013   | 1     | 4:38  | Oklahoma City, Stati Uniti |                                                                         |
| Vittoria   | 16-3 (1)  | Derek Brunson         | KO (pugni)                             | Strikeforce: Rousey vs. Kaufman                      | 18 agosto 2012    | 1     | 0:41  | San Diego, Stati Uniti     |                                                                         |
| Vittoria   | 15-3 (1)  | Bristol Marunde       | Sottomissione (triangolo di braccio)   | Strikeforce: Tate vs. Rousey                         | 3 marzo 2012      | 3     | 2:43  | Columbus, Stati Uniti      |                                                                         |
| Sconfitta  | 14–3 (1)  | Luke Rockhold         | Decisione (unanime)                    | Strikeforce World Grand Prix: Barnett vs. Kharitonov | 10 settembre 2011 | 5     | 5:00  | Cincinnati, Stati Uniti    | Perde il titolo dei Pesi Medi Strikeforce                               |
| Vittoria   | 14–2 (1)  | Robbie Lawler         | Sottomissione (rear naked choke)       | Strikeforce: Diaz vs. Cyborg                         | 29 gennaio 2011   | 3     | 2:00  | San Jose, Stati Uniti      | Difende il titolo dei Pesi Medi Strikeforce                             |
| Vittoria   | 13–2 (1)  | Tim Kennedy           | Decisione (unanime)                    | Strikeforce: Houston                                 | 21 agosto 2010    | 5     | 5:00  | Houston, Stati Uniti       | Vince il titolo dei Pesi Medi Strikeforce                               |
| Vittoria   | 12–2 (1)  | Joey Villaseñor       | Decisione (unanime)                    | Strikeforce: Heavy Artillery                         | 15 maggio 2010    | 3     | 5:00  | Saint Louis, Stati Uniti   |                                                                         |
| Vittoria   | 11–2 (1)  | Matt Lindland         | Sottomissione (triangolo di braccio)   | Strikeforce: Evolution                               | 19 dicembre 2009  | 1     | 4:18  | San Jose, Stati Uniti      | Debutto in Strikeforce                                                  |
| No Contest | 10–2 (1)  | Jason Miller          | No Contest (calcio illegale)           | Dream.9: Feather Weight Grand Prix 2009 Second Round | 26 maggio 2009    | 1     | 2:33  | Yokohama, Giappone         | Per il titolo dei Pesi Medi Dream                                       |
| Sconfitta  | 10–2      | Gegard Mousasi        | KO (calcio da terra)                   | Dream 6: Middle Weight Grandprix 2008 Final Round    | 23 settembre 2008 | 1     | 2:15  | Saitama, Giappone          | Dream Middleweight Grand Prix, Finale per il titolo dei Pesi Medi Dream |
| Vittoria   | 10–1      | Zelg Galešić          | Sottomissione (armbar)                 | Dream 6: Middle Weight Grandprix 2008 Final Round    | 23 settembre 2008 | 1     | 1:27  | Saitama, Giappone          | Dream Middleweight Grand Prix, Semifinale                               |
| Vittoria   | 9–1       | Jason Miller          | Decisione (unanime)                    | DREAM.4 Middle Weight Grandprix 2008 2nd Round       | 15 giugno 2008    | 2     | 5:00  | Yokohama, Giappone         | Dream Middleweight Grand Prix, Quarti di finale                         |
| Vittoria   | 8–1       | Ian Murphy            | Sottomissione (rear naked choke)       | Dream.2 Middle Weight Grandprix 2008 1st Round       | 29 aprile 2008    | 1     | 3:47  | Saitama, Giappone          | Dream Middleweight Grand Prix, Primo turno                              |
| Vittoria   | 7–1       | Wendell Santos        | KO Tecnico (Sottomissione ai pugni)    | Hero's The Jungle                                    | 13 ottobre 2007   | 1     | 1:40  | Manaus, Brasile            |                                                                         |
| Vittoria   | 6–1       | Jose Gomes de Ribamar | Sottomissione (armbar)                 | Amazon Challenge                                     | 29 settembre 2007 | 1     | 3:28  | Manaus, Brasile            |                                                                         |
| Vittoria   | 5–1       | Bill Vucick           | KO Tecnico (Sottomissione ai pugni)    | Gracie Fighting Championships: Evolution             | 19 maggio 2007    | 1     | 3:01  | Columbus, Stati Uniti      |                                                                         |
| Vittoria   | 4–1       | Haim Gozali           | Sottomissione (rear naked choke)       | Jungle Fight Europe                                  | 17 dicembre 2006  | 1     | 1:34  | Lubiana, Slovenia          |                                                                         |
| Vittoria   | 3–1       | Alexey Prokofiev      | Sottomissione (triangolo)              | Fury Fighting Championship 1                         | 27 settembre 2006 | 1     | 2:30  | San Paolo, Brasile         |                                                                         |
| Vittoria   | 2–1       | Alexander Shlemenko   | Sottomissione (triangolo di braccio)   | Jungle Fight 6                                       | 29 aprile 2006    | 1     | 2:10  | Manaus, Brasile            |                                                                         |
| Vittoria   | 1–1       | Victor Babkir         | KO Tecnico (Sottomissione ai pugni)    | Jungle Fight 2                                       | 15 maggio 2004    | 1     | 0:56  | Manaus, Brasile            |                                                                         |
| Sconfitta  | 0–1       | Jorge Patino          | KO (pugno)                             | Jungle Fight 1                                       | 13 settembre 2003 | 1     | 3:13  | Manaus, Brasile            |                                                                         |